# Сильва, Хайме
Ха́йме Си́льва Го́мес (исп. Jaime Silva Gómez; 10 октября 1935, Богота — 25 апреля 2003, Таррагона) — колумбийский футболист, участник чемпионата мира по футболу 1962 года.

## Биография

### Клубная карьера
Сильва на протяжении 11 сезонов играл за «Санта-Фе», в составе которого в 1958 и 1960 годах выиграл чемпионат Колумбии. Затем он перешёл в «Депортес Киндио», в котором отыграл один сезон.
По окончании сезона перешёл в клуб «Унион Магдалена», за который отыграл два сезона, а в 1968 году выиграл чемпионат страны.
Последним клубом в карьере стал «Депортес Толима», где отыграл два сезона и завершил карьеру игрока.

### Карьера в сборной
В составе сборной Колумбии был участником ЧМ-1962 и двух чемпионатов Южной Америки (1957, 1963), которые завершили для колумбийцев неудачно. Всего за сборную Колумбии сыграл 11 матчей.

### Тренерская карьера
Работал главным тренером молодёжной сборной Колумбии (1983) и «Онсе Кальдас» (1985).

### Смерть
Скончался 25 апреля 2003 года в Таррагоне (Испания) от сердечного приступа в возрасте 68 лет.

## Достижения
«Санта-Фе»
- Чемпион Колумбии (2): 1958, 1960

«Унион Магдалена»
- Чемпион Колумбии (1): 1966